# Maera bousfieldi
Maera bousfieldi is een vlokreeftensoort uit de familie van de Maeridae. De wetenschappelijke naam van de soort is voor het eerst geldig gepubliceerd in 2000 door Krapp-Schickel & Jarrett.